# عصيات (صنف)
العصيات (الاسم العلمي: Bacilli) وهي تشير إلى صنف من البكتيريا. وهي تشتمل على رتبتين: العصيات والعصيات اللبنية. وهي تضم عددا من مسببات الأمراض المشهورة كالعصوية الجمرية (التي تسبب الجمرة الخبيثة).